# Wólka Nurzecka
Wólka Nurzecka – wieś w Polsce położona w województwie podlaskim, w powiecie siemiatyckim, w gminie Nurzec-Stacja.
W latach 1975–1998 miejscowość administracyjnie należała do województwa białostockiego.
Prawosławni mieszkańcy wsi należą do parafii Opieki Matki Bożej w Zubaczach.
W 1934 w Wólce Nurzeckiej urodził się Wiktor Jurczyk działacz mniejszości białoruskiej w Polsce, dziennikarz gazety Niwa.